# Чатемский лебедь
Чатемский лебедь (лат. Cygnus sumnerensis) — вид вымерших птиц из семейства утиных, живших на архипелаге Чатем и острове Южном (Новая Зеландия) с верхнего плейстоцена по 1590-1690 годы нашей эры.
Его ископаемые остатки были описаны Генри Оггом Форбсом в 1889 году как Chenopis sumnerensis. В 1964 году вид перенесли в род лебедей. Таксон рассматривался как отличный от австралийского чёрного лебедя вид, так как был намного крупнее и тяжелее последнего, а также потому, что чёрных лебедей завезли в Новую Зеландию только в 1864 году.
В 1998—2017 годах чатемский лебедь был реклассифицирован в подвид чёрного лебедя, но исследование ДНК 2017 года показало, что это отдельный вид лебедей.